# 萊克維金 (密蘇里州)
萊克維金（英語：Lake Viking）是位於美國密蘇里州戴維斯縣的普查規定居民點。

## 人口
根據2020年美國人口普查的數據，萊克維金的面積為22.66平方千米，當中陸地面積為20.40平方千米，而水域面積為2.26平方千米。當地共有人口486人，而人口密度為每平方千米21.45人。